# Courtney Upshaw
Courtney Upshaw (Eufaula, 13 dicembre 1989) è un giocatore di football americano statunitense che milita nel ruolo di linebacker per gli Atlanta Falcons della National Football League (NFL). Fu scelto nel corso del secondo giro (35º assoluto) del Draft NFL 2012 dai Baltimore Ravens. Al college ha giocato a football ad Alabama dove fu premiato come All-American.

## Carriera professionistica

### Baltimore Ravens
Il 27 aprile 2012, Upshaw fu scelto nel corso del secondo giro del Draft 2012 dai Baltimore Ravens. La sua stagione regolare si concluse disputando tutte le 16 partite, nove delle quali come titolare, mettendo a segno 60 tackle, 1,5 sack e un fumble forzato. I Ravens nei playoff eliminarono nell'ordine Indianapolis Colts, Denver Broncos e New England Patriots. Il 3 febbraio 2013, Upshaw partì come titolare nel Super Bowl XLVII contribuendo con 4 tackle e un fumble forzato alla vittoria dei Ravens sui San Francisco 49ers per 34-31, laureandosi per la prima volta campione NFL. Nella stagione successiva disputò ancora tutte le 16 partite, di cui 13 come titolare, mettendo a segno però la metà dei tackle, 30.

### Atlanta Falcons
Il 25 marzo 2016, Upshaw firmò un contratto quadriennale con gli Atlanta Falcons. Il 5 febbraio 2017 partì come titolare nel Super Bowl LI in cui i Falcons furono battuti ai tempi supplementari dai New England Patriots dopo avere sprecato un vantaggio di 28-3 a tre minuti dal termine del terzo quarto.

## Palmarès
- Super Bowl : 1

Baltimore Ravens: Super Bowl XLVII
- American Football Conference Championship: 1

Baltimore Ravens: 2012
- National Football Conference Championship: 1

Atlanta Falcons: 2016
- Campione NCAA: 2

2009, 2011

## Statistiche
| Partite totali      | 64  |
| Partite da titolare | 51  |
| Tackle              | 183 |
| Sack                | 5,0 |
| Intercetti          | 0   |
| Fumble forzati      | 3   |

Statistiche aggiornate alla stagione 2015